# Айсханов, Шамсуддин Катаевич
Шамсудди́н Ката́евич Айсха́нов (1907 год, Нижний Наур, Чечня, Терская область, Российская империя — 1938 год, Грозный, Чечено-Ингушская АССР, РСФСР, СССР) — чеченский писатель, поэт, переводчик, просветитель, один из основоположников национальной литературы, председатель Союза писателей Чечено-Ингушетии, партийный и общественный деятель.

## Биография
Родился в селе Нижний Наур в 1907 году в семье Каты Айсханова из тайпа нижалой. Ката, бывший в Гражданскую войну красным партизаном, был сторонником прогресса и образования. Когда в его родном селе открыли первую русскую школу, Ката устроился в неё сторожем и комендантом. Когда дети подросли, он отдал их в эту школу. Шамсуддин оказался любознательным учеником и успешно окончил школу.
В 1921 году семья переехала в Грозный. Здесь он получил среднее образование, окончив Чеченскую совпартшколу в 1925—1927 годах. В 17 лет начал активно участвовать в общественной жизни республики, работал в партийных и советских органах. Примерно в это же время увлёкся писательской деятельностью.
В 1926 году вступил в комсомол, в 1928 году — в ВКП(б). Работал в областной комсомольской организации. В 1927—1928 годах — секретарь Гудермесского окружкома ВЛКСМ. С 20 марта по 1 августа 1928 года был секретарем ВЛКСМ Асламбековского округа. С 1 августа 1928 года — заведующий культпропом обкома ВЛКСМ.
В 1929 году Айсханов был направлен учиться на высшие юридические курсы в Москву. С августа 1929 года по февраль 1930 года член Пленума, заведующий культпропом Окружкома ВКП(б) Надтеречного округа и по совместительству врио секретаря Окружкома ВКП(б). 1 марта 1930 года поступил в Краевую Сельхозакадемию им. А. Андреева в Новочеркасске, откуда 1 июня 1931 года по решению Краевого обкома перевёлся в аспирантуру Горского научно-исследовательского института в г. Ростов-на-Дону. После окончания учёбы Айсханов вернулся на родину и стал редактором газеты «Красный горец» (Шатойский район), где проработал до 1933 года. С марта 1933 года заведующий Нациздатом Чеченской автономной области. В 1933—1934 годах был редактором газеты политотдела 1-й  машинно-тракторной станции. В марте—ноябре 1936 года он был замначальником Гормеспрома, с 1 ноября 1936 года до своего ареста работал председателем республиканского радиокомитета.
В 1932 году был избран председателем Союза писателей Чечено-Ингушетии. В августе 1934 года Айсханов принимал участие в 1-м съезде советских писателей, на котором был избран членом Ревкомиссии Правления Союза советских писателей.
В 1937 году был репрессирован, а 11 марта 1938 года расстрелян. В 1958 году реабилитирован за отсутствием состава преступления.

## Творчество
В 1923 году была издана его первая книга «Къийсам» (с чеч. — «Борьба»). С 1928 года его произведения регулярно издавались в республиканской печати (газетах «Чеченский комсомолец», «Серло»), выпускались его авторские сборники и записи фольклора. В 1931 году вышли из печати повесть «Белая курица», поэма «Хава»; в 1932 году — пьеса «Борьба», очерк «Бригада ударников» и другие.
Впоследствии были изданы книги «Итт бӏаьсте» (с чеч. — «Десять вёсен»), 1933 год), «Колхозашна керла иллеш» (с чеч. — «Новые песни для колхозов», 1934 год), «Бригадхо вевза» (с чеч. — «Член бригады известен», 1936 год).
Был автором и составителем учебников чеченского языка, букварей и хрестоматий. В 1935 году был издан его учебник «Книга для чтения», многие стихи и рассказы которого были написаны Айсхановым.
Первым перевёл на чеченский язык многие стихи русских поэтов: Александра Пушкина, Михаила Лермонтова, Николая Некрасова и других.
В 1964 году в Грозном была издана книга его произведений (стихи, поэмы, рассказы, очерки) «Избранные произведения». В 1981 году его стихи были включены в «Антологию Чечено-Ингушской поэзии», изданную в Грозном.

## Семья
Брат Салман (1937—1982) был журналистом, писателем и поэтом-песенником.